# Харвикен, Матильда
Матильда Харвикен (норв. Mathilde Harviken; род. 29 декабря 2001, Эльверум, Хедмарк) — норвежская футболистка, защитник итальянского клуба «Ювентус» и сборной Норвегии.

## Карьера в клубе
Дебютировала в чемпионате Норвегии по футболу, играя за «Фарт» в 2019 году. В июне 2020 года подписала контракт с «Рёа». В декабре 2021 года подписала контракт с «Русенборг».
С 2025 года является игроком итальянского «Ювентус».

## Карьера в сборной
Впервые была приглашена в сборную Норвегии в августе 2022 года. Дебютировала 6 сентября 2022 года в домашнем отборочном матче чемпионата мира против Албании. В ноябре 2022 года снова была в составе сборной Норвегии, которая сыграла вничью с Англией.
19 июня 2023 года была включена в состав сборной Норвегии для участия в чемпионате мира по футболу среди женщин 2023 года.
В июне 2025 года была заявлена в сборную Норвегии для участия в чемпионате Европы.

## Достижения
- Обладательница Кубка Италии: 2024/25
- Обладательница Кубка Норвегии: 2023